# Горња Бањица
Горња Бањица (мкд. Горна Бањица) је насељено место у Северној Македонији, у северозападном делу државе. Горња Бањица припада општини Гостивар.

## Географски положај
Насеље Горња Бањица је смештено у северозападном делу Северне Македоније. Од најближег већег града, Гостивара, насеље је удаљено 3 km јужно, па је данас његово предграђе.
Горња Бањица се налази у горњем делу историјске области Полог. Насеље је положено на јужном ободу Полошког поља, на месту где се из поља издижу прва брда планине Бистре. Западно од насеља протиче Вардар горњим делом свог тока. Надморска висина насеља је приближно 550 метара.
Клима у насељу је умерено континентална.

## Историја
Почетком 20. века Горња Бањица је село са мешовитим становништвом, православним Словенима и муслиманским Албанцима.

## Становништво
По попису становништва из 2002. године Горња Бањица је имала 4.423 становника.
Становништво у насељу је етнички мешовито. Присутни су: Албанци (37%), Турци (28%), етнички Македонци (27%) и Цигани (7%). 
Већинска вероисповест у насељу је ислам, а мањинска православље.